# High Peak
High Peak este un district ne-metropolitan situat în Regatul Unit, în comitatul Derbyshire din regiunea East Midlands, Anglia.

## Orașe din cadrul districtului
- Buxton
- Chapel-en-le-Frith
- Glossop
- New Mills
- Whaley Bridge